# Ananda Sukarlan
Ananda Sukarlan (ur. 10 czerwca 1968 w Dżakarcie) – indonezyjski kompozytor i pianista.

## Życiorys
Urodził się 10 czerwca 1968 r. w Dżakarcie jako syn Sukarlana i Poppy Kumudastuti. Zamiłowanie do muzyki przejawiał już w młodości. W wieku pięciu lat zainteresował się fortepianem, co sprawiło, że rodzice zapisali go na lekcje gry na tym instrumencie.
W wieku 17 lat wyjechał do Europy w celu poszerzenia swojej wiedzy z zakresu gry na fortepianie w Królewskim Konserwatorium Muzycznym w Hadze. W 1993 r. ukończył szkołę summa cum laude pod kierunkiem Nauma Gruberta. W następnych latach zaczął występować na zagranicznych festiwalach, towarzysząc orkiestrom symfonicznym w różnych miastach Europy.
W 2002 r. podpisał kontrakt na współpracę z kompozytorem Pierre’em Boulezem podczas trasy koncertowej do 11 miast.
Na swoim koncie ma liczne nagrody i wyróżnienia. Jako jedyny spośród Indonezyjczyków został omówiony w książce The 2000 Outstanding Musicians of the 20th Century.
Zdiagnozowano u niego zespół Aspergera i zespół Tourette’a.